# 신화방송
《신화방송》은 대한민국의 JTBC의 예능 프로그램이다. 그룹 신화가 매주 다양한 장르와 포맷의 방송 프로그램에 도전해보는 장르 파괴 버라이어티 프로그램이다.
멤버들의 사정으로 인해 2014년 1월 19일 방송을 끝으로 막을 내렸다.

## 방송 시간
- 2012년 3월 17일 ~2012년 4월 28일 : 매주 토요일 밤 10시
- 2012년 5월 5일 ~2012년 10월 13일 : 매주 토요일 밤 11시
- 2012년 10월 21일 ~ 2013년 6월 16일: 매주 일요일 저녁 7시 40분
- 2013년 11월 3일 ~ 2014년 1월 19일 : 매주 일요일 밤 11시 00분

## 방영 목록

### 2012년
| 회차     | 방송일                | 채널명       | 방송 프로그램  | 게스트 | 비고                              |
| -------- | --------------------- | ------------ | -------------- | --- | --------------------------------- |
| 1,2      | 3월 17일 ~ 3월 24일   | SF채널       | 히어로 특집    | 최홍만 | -                                 |
| 3,4      | 3월 31일 ~ 4월 7일    | 스포츠채널   | 이색올림픽대회 | 장동혁, 전용준                                                                                                 | -                                 |
| 5,6      | 4월 14일 ~ 4월 21일   | 다큐채널     | 인간들 극장    | - | -                                 |
| 7,8      | 4월 28일 ~ 5월 5일    | 키즈채널     | 병아리 인기왕  | 문메이슨, 문메이빈, 문메이든 모지혜, 아리엘, 가브리엘 염은률, 이마음, 이믿음 크리스티나, 우도윤, 염새롬 장동혁 | -                                 |
| 9,10     | 5월 12일 ~ 5월 19일   | 리메이크채널 | 신 가족오락관  | 허참, 박지윤, 박해미, 강수지 김완선, 김나영, 김정민, 민아                                                      | 가족오락관 패러디 방송            |
| 10,11    | 5월 19일 ~ 5월 26일   | 스피치채널   | 말발의 신      | 개그우먼 이희구                                                                                                | -                                 |
| 12,13,14 | 6월 2일 ~ 6월 16일    | 게스트채널   | 신화 & 샤이니  | 샤이니 | -                                 |
| 14,15,16 | 6월 16일 ~ 6월 30일   | 여행채널     | 엠티의 신      | - | 에릭 몰카                         |
| 17       | 7월 7일               | 학원채널     | 교실의 신      | 최홍만, 이상호, 이상민, 홍인규, 장동혁                                                                         | 전진 허리 수술 불참               |
| 18,19    | 7월 14일 ~ 7월 21일   | 최신유행채널 | 신화의 품격    | 개그우먼 이지수                                                                                                | 신사의 품격의 패러디              |
| 20,21    | 7월 28일 ~ 8월 4일    | 농촌채널     | 신화가 떴다    | - | 패밀리가 떴다 패러디              |
| 22,23    | 8월 11일 ~ 8월 18일   | 우정채널     | 최고의 친구    | 손범수 | -                                 |
| 24,25    | 8월 25일 ~ 9월 1일    | 사극채널     | 사극올림픽     | 장동혁 | -                                 |
| 26,27    | 9월 8일 ~ 9월 15일    | 로드채널     | 좀도둑들       | - | -                                 |
| 28,29    | 9월 22일 ~ 9월 29일   | 글로벌채널   | 한류대전       | 슈퍼주니어 (예성, 신동, 은혁, 려욱, 규현), 이성민                                                              | -                                 |
| 30,31    | 10월 6일 ~ 10월 13일  | 패션채널     | 모델 신화      | 한혜진, 이현이, 지현정, 양윤영, 김원경, 송해나                                                                 | -                                 |
| 32       | 10월 21일             | Best Of Best | -              | - | -                                 |
| 33       | 10월 28일             | 은밀한 과외  | 애니팡         | 최연선, 이승아                                                                                                 | 은밀한 과외 포맷 변경 이후 첫방송 |
| 34,35    | 11월 4일 ~ 11월 11일  | 은밀한 과외  | 악역 연기      | 정경호, 정호근                                                                                                 | -                                 |
| 35,36    | 11월 11일 ~ 11월 18일 | 은밀한 과외  | 발레           | 엄재용, 이승현, 이동탁                                                                                         | -                                 |
| 37       | 11월 25일             | 은밀한 과외  | 즉석 더빙      | 김마메 | -                                 |
| 38       | 12월 2일              | 은밀한 과외  | 자취의 비법    | 김동우 | -                                 |
| 39,40    | 12월 9일 ~ 12월 23일  | 은밀한 과외  | 회식           | 김신영 | -                                 |
| 41       | 12월 30일             | 은밀한 과외  | 관상학 특강    | 조규문 | -                                 |

### 2013년
| 회차  | 방송일              | 채널명       | 방송 프로그램       | 게스트                         | 비고                      |
| ----- | ------------------- | ------------ | ------------------- | ------------------------------ | ------------------------- |
| 42    | 1월 6일             | 은밀한 과외  | 애완 뱀 길들이기    | 이동희                         | -                         |
| 43    | 1월 13일            | 은밀한 과외  | 치어리딩            | 김연정, 박기량                 | -                         |
| 44    | 1월 20일            | 은밀한 과외  | 스피치              | 김미경                         | -                         |
| 45    | 1월 27일            | 걸 그룹 특집 | The 사랑해 스튜디오 | 장동혁, 박지윤, 씨스타         | -                         |
| 46    | 2월 3일             | 걸 그룹 특집 | 신혼요리 대결       | 장동혁, 박지윤, 씨스타, 강레오 | -                         |
| 47,48 | 2월 10일 ~ 2월 17일 | 걸 그룹 특집 |                     | 소녀시대                       | 윤아의 몰래카메라         |
| 49    | 2월 24일            | WBC 특집     |                     | 외인구단 팀                    | -                         |
| 50    | 4월 7일             | 손맛         | 엠블랙 미르         | 미르 어머니, 미르, 고은아      | -                         |
| 51    | 4월 14일            | 손맛         | 미수다 크리스티나   | 크리스티나 가족                | -                         |
| 52    | 4월 21일            | 손맛         | 박준규              | 박준규 아내, 박준규            | -                         |
| 53    | 4월 28일            | 손맛         | 믿음 & 마음이       | 믿음 & 마음이네 가족           | -                         |
| 54    | 5월 5일             | 손맛         | 엄마찾아 레이스     | -                              | 대전 투어                 |
| 55    | 5월 12일            | 손맛         | 이상호 & 이상민     | 이상호, 이상민                 | -                         |
| 56    | 5월 19일            | 손맛         | 엄마찾아 레이스     | -                              | 감각의 제왕               |
| 57    | 5월 26일            | 손맛         | 정종철              | 정종철, 정종철 가족            | -                         |
| 58    | 6월 2일             | 손맛         | 앤디찾아 레이스     | 무한걸스                       | -                         |
| 59    | 6월 9일             | 손맛         | 앤디찾아 레이스 2편 | 무한걸스                       | -                         |
| 60    | 6월 16일            | 총 결산      | This MT             | -                              | 11월부터 새 포맷으로 방송 |

### 2013~2014년 작은 신화
| 회차 | 방송일    | 채널명    | 방송 프로그램                     | 게스트                                             | 비고              |
| ---- | --------- | --------- | --------------------------------- | -------------------------------------------------- | ----------------- |
| 1    | 11월 3일  | 작은 신화 | 신화와 프로그램 소개 및 도그 파티 | -                                                  | 새 포맷으로 방송  |
| 2    | 11월 10일 | 작은 신화 | 도그 파티                         | -                                                  |                   |
| 3    | 11월 17일 | 작은 신화 | 사랑의 짜장면 1탄                 | -                                                  |                   |
| 4    | 11월 24일 | 작은 신화 | 사랑의 짜장면 2탄                 | -                                                  |                   |
| 5    | 12월 8일  | 작은 신화 | 한류 양궁 신화 1탄                | 마야 야게르(덴마크 양궁 선수),김형탁,김진호,김경욱 | 5회부터 앤디 불참 |
| 6    | 12월 15일 | 작은 신화 | 한류 양궁 신화 2탄                | 12월 8일과 동일                                    |                   |
| 7    | 12월 22일 | 작은 신화 | 실버 인형극단 ‘I keeper’ 1탄      | 정은지, 리지                                       |                   |
| 8    | 1월 5일   | 작은 신화 | 실버 인형극단 ‘I keeper’ 2탄      | 12월 22일과 동일                                   |                   |
| 9    | 1월 12일  | 작은 신화 | 복싱 꿈나무 1탄                   | -                                                  |                   |
| 10   | 1월 19일  | 작은 신화 | 복싱 꿈나무 2탄                   | -                                                  |                   |